# Cairanne
Cairanne település Franciaországban, Vaucluse megyében. Lakosainak száma 1121 fő (2022. január 1.). Cairanne Rasteau, Sainte-Cécile-les-Vignes, Saint-Roman-de-Malegarde, Travaillan és Violès községekkel határos.

## Népesség
A település népességének változása:
| Lakosok száma | 1029 | 1062 | 1078 | 1072 | 1078 | 1084 | 1090 | 1104 | 1121 |
|               | 2013 | 2015 | 2016 | 2017 | 2018 | 2019 | 2020 | 2021 | 2022 |